# 삿포로시
삿포로시(일본어: 札幌市)는 일본 홋카이도의 도오지방에 위치하고 이시카리 진흥국에 속한 도시로, 홋카이도의 도청 소재지이자 경제 중심지이다. 일본의 정령지정도시 중 하마마쓰시, 시즈오카시 다음으로 면적이 넓고 일본의 도시 중 다섯 번째로 인구가 많다. 10개의 행정구가 있다.

## 어원
"삿포로"라는 지명은 아이누어의 "삿 포로"(サッ・ポロ,Sat poro, '건조하고 넓은 땅'), "사리 포로 벧"(サリ・ポロ・ペッ, Sari poro pet, '큰 습지가 있는 곳') 등에서 유래했다. 아무도 없는 곳에 홋카이도 개척의 거점으로서 미국식 계획 도시를 건설했다.

## 개요

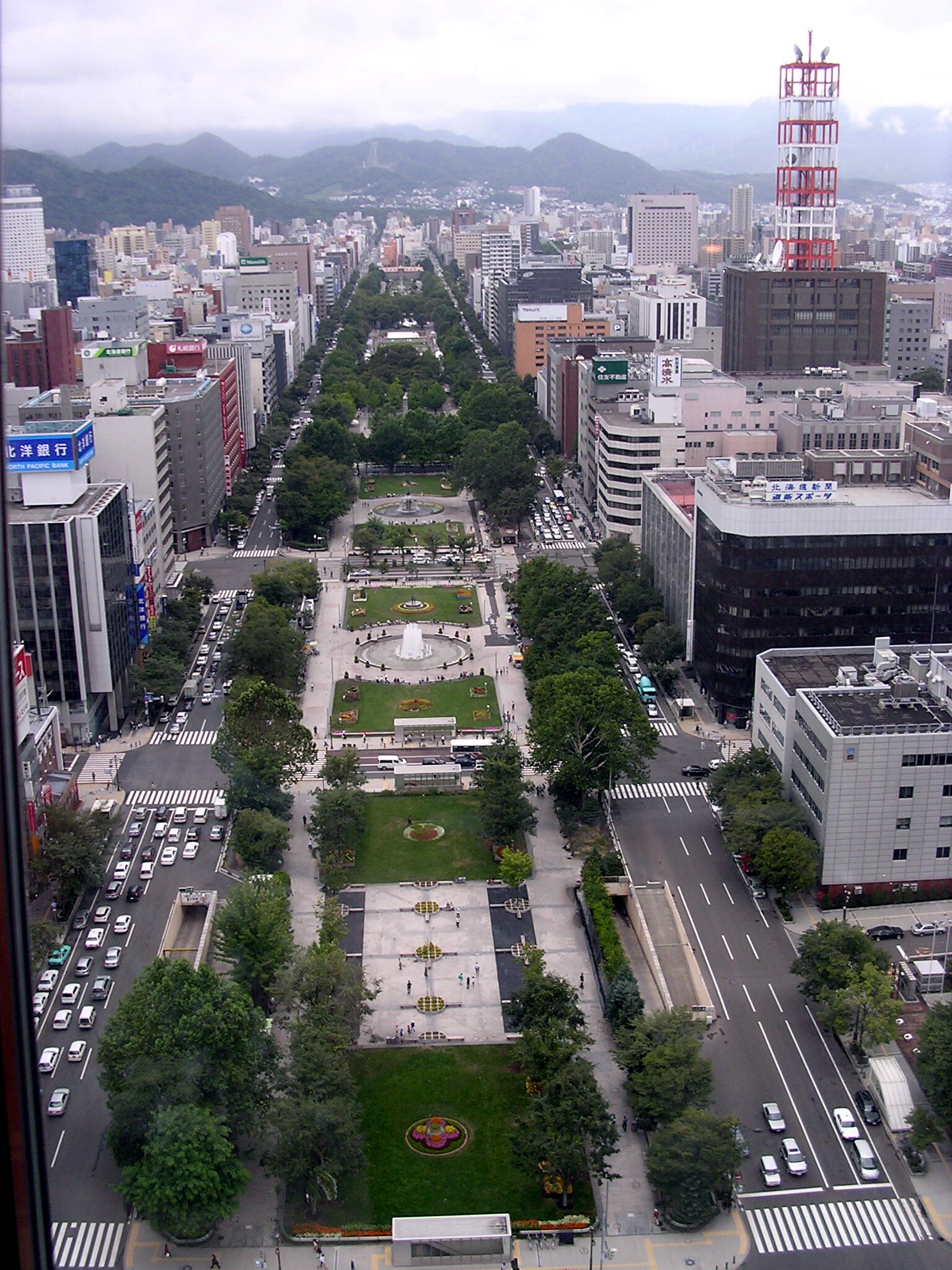
오도리 공원

인구는 일본에서 다섯 번째로 많고, 1972년에 정령지정도시로 지정되었다. 일본에서 가장 북쪽에 위치한 정령지정도시이다. 도쿄, 오사카, 나고야, 후쿠오카 등 일본의 대도시는 해안을 끼고 발달하는 것이 일반적이지만 삿포로는 내륙 도시이다. 면적도 일본의 시 가운데 여덟 번째로 크지만 산림이 많아서 인구 밀도는 1,666.51명/km2로 정령지정도시 중에서 네 번째로 낮다. 메이지 시대 초 홋카이도의 개척이 시작된 당시에 홋카이도에서 가장 인구가 많은 도시는 혼슈에서 가장 가깝고 무역 항구도 개설된 하코다테시였으나 개척이 진행됨에 따라 삿포로에 인구가 집중하게 되었다.
1972년 동계 올림픽 개최를 계기로 세계적인 관광 도시로 성장하였다. 매년 2월에 오도리 공원과 스스키노를 비롯한 시내 전역에서 열리는 삿포로 눈축제는 눈을 사용해 세계의 유명한 건물이나 인물 상을 만들어 전시하는 축제로 세계적으로 유명하다.

## 역사
에도 시대에 홍수로 인해 도요히라강의 흐름이 동쪽으로 바뀌고, 원래의 유로는 후시코강이 되었다. 또한 마쓰마에번에 의해 개창된 이시카리 13장소가 1780년대 중반부터 말기에 걸쳐 설립되었다. 그중 핫샤부 장소(현재의 바라토강 좌안, 핫사무강 합류 지역 부근, 기타구), 신호로 장소(현재의 바라토강 좌안, 시노로강 합류 지역 부근, 기타구), 나이호 장소(후시코강 상류 부근, 히가시구), 가미삿포로 장소(도요히라강 유역), 시모삿포로 장소(도요히라강 유역)가 현재 삿포로시에 해당하는 지역에 펼쳐져 있었으며, 이들 장소로 불리는 마쓰마에번 가신 지행지는 에도 막부 말기 무렵까지 존속했다.

## 인구
도심에 인구가 집중되어 있고, 이들 중 일부는 다른 지방에서 이주하거나 전근하여 온 사람들이다. 또한 다른 일자리를 구하기 위해서 도쿄라든지 일본의 다른 대도시에서 온 사람들도 있다. 인구는 증가하고 있지만 최근에는 정체되고 있다.
|                     |             |  |
| 1970년（쇼와45년）  | 1,010,123명 |  |
| 1975년（쇼와50년）  | 1,240,613명 |  |
| 1980년（쇼와55년）  | 1,401,757명 |  |
| 1985년（쇼와60년）  | 1,542,979명 |  |
| 1990년（헤세2년）   | 1,671,742명 |  |
| 1995년（헤세7년）   | 1,757,025명 |  |
| 2000년（헤세12년）  | 1,822,368명 |  |
| 2005년（헤세17년）  | 1,880,863명 |  |
| 2010년（헤세22년）  | 1,913,545명 |  |
| 2015년（헤세27년）  | 1,952,356명 |  |
| 2020년（레이와2년） | 1,970,277명 |  |

|colspan="2" style="text-align:right"|일본 총무성 통계국 국세조사
|-

## 지리

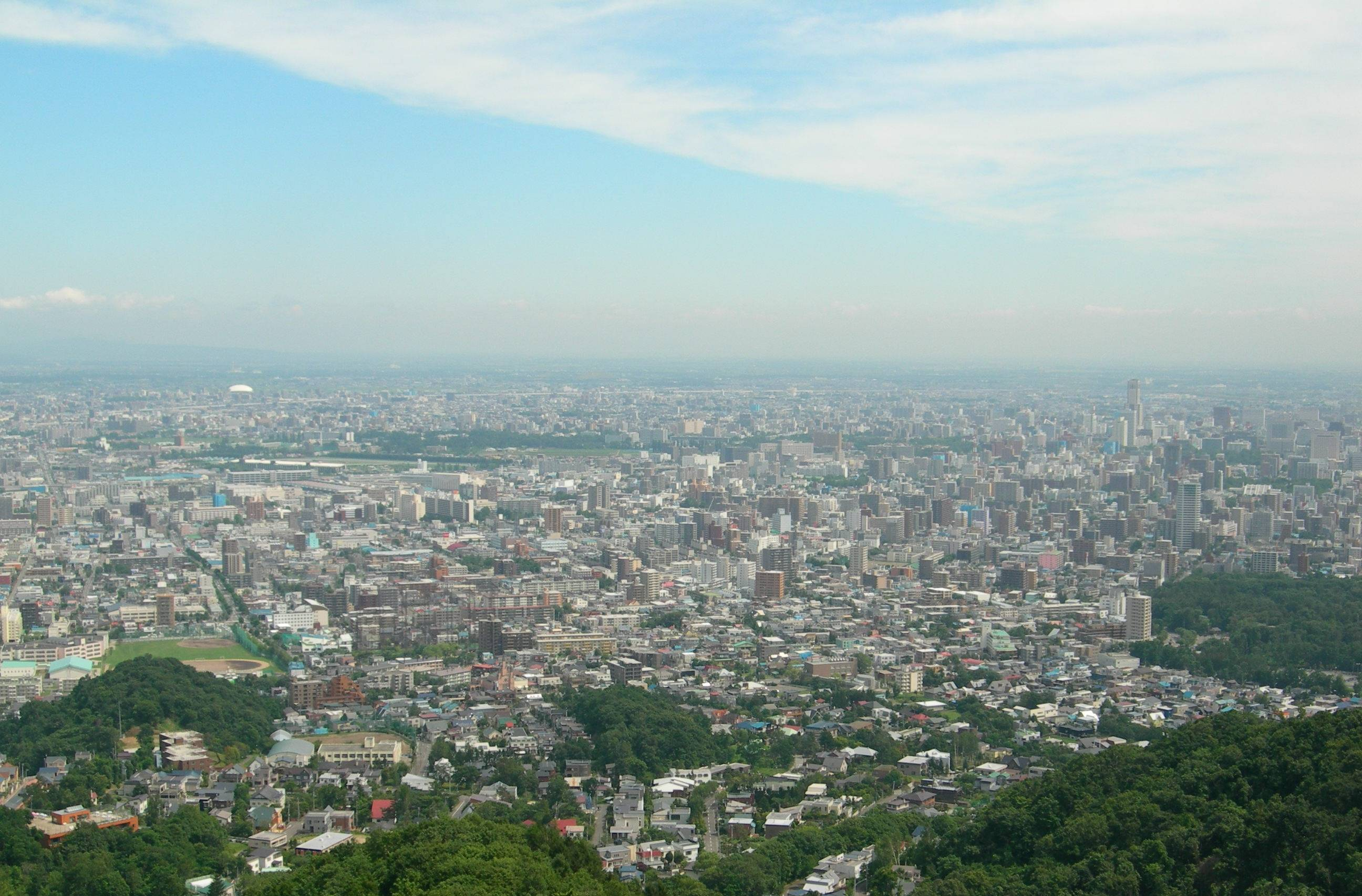
삿포로시 남동부

삿포로는 이시카리평야의 남서쪽 그리고 이시카리강과 도요히라강의 선상지에 위치한 도시이다. 도시의 도로는 그리드 형태로 잘 정비되어 있다. 삿포로의 남쪽과 서쪽은 테이네산과 마루야마산, 모이와산 등의 산들로 둘러싸여 있고 그곳을 흐르는 이시카리강, 도요히라강, 소세이강 등이 있다. 공원이 많고 그 중 오도리 공원은 도심부에 자리잡고 있으며 연중 많은 행사와 축제가 열리는 곳이기도 하다. 모에레누마 공원은 삿포로에 있는 가장 큰 공원 중 하나이며 일본계 미국인 예술가이자 조경 전문가인 노구치 이사무의 계획 아래 건설되었다.

### 기후
삿포로는 냉대 습윤 기후(쾨펜의 기후 구분 Dfa)에 속한다. 여름과 겨울의 기온차가 크고 밤낮의 일교차가 심하다. 겨울은 적설량이 많지만 바다에서 불어오는 편서풍에 직접 노출되지 않기 때문에 근처 오타루시, 이와미자와시보다는 적설량이 적어 홋카이도에서는 그나마 눈이 덜 오는 편이긴 하지만 그래도 일본의 대표적인 대설 지역이다.
겨울에는 오후 4시에 해가 저무는데 인근 기타히로시마시 등과 비슷하다.
여름은 장마가 없고(7월 후반에 비가 계속되는 '에조 장마'라는 현상은 있음), 태풍의 영향도 적다. 1981년의 이시카리강 범람 이후 대규모 하천의 범람은 없다. 산지에 여름까지 남아있는 적설이 저수지 역할을 해 수자원이 풍부하다. 추운 도시라는 이미지가 강했지만 최근에는 겨울 최저기온이 -10도 이하까지 내려가는 일이 드물어진 반면, 여름 최고기온이 30도를 넘는 날이 많아졌다.
역대 최저 기온은 영하 29도이지만 최고 기온이 무려 36도나 된다.
| 삿포로시의 기후                                              | 삿포로시의 기후 | 삿포로시의 기후 | 삿포로시의 기후 | 삿포로시의 기후 | 삿포로시의 기후 | 삿포로시의 기후 | 삿포로시의 기후 | 삿포로시의 기후 | 삿포로시의 기후 | 삿포로시의 기후 | 삿포로시의 기후 | 삿포로시의 기후 | 삿포로시의 기후 |
| 월                                                           | 1월             | 2월             | 3월             | 4월             | 5월             | 6월             | 7월             | 8월             | 9월             | 10월            | 11월            | 12월            | 연간            |
| ------------------------------------------------------------ | --------------- | --------------- | --------------- | --------------- | --------------- | --------------- | --------------- | --------------- | --------------- | --------------- | --------------- | --------------- | --------------- |
| 역대 최고 기온 °C (°F)                                       | 11.2 (52.2)     | 11.2 (52.2)     | 19.1 (66.4)     | 28.0 (82.4)     | 34.2 (93.6)     | 33.7 (92.7)     | 36.0 (96.8)     | 36.2 (97.2)     | 32.7 (90.9)     | 29.7 (85.5)     | 22.4 (72.3)     | 14.8 (58.6)     | 36.2 (97.2)     |
| 일평균 최고 기온 °C (°F)                                     | −0.4 (31.3)     | 0.4 (32.7)      | 4.5 (40.1)      | 11.7 (53.1)     | 17.9 (64.2)     | 21.8 (71.2)     | 25.4 (77.7)     | 26.4 (79.5)     | 22.8 (73.0)     | 16.4 (61.5)     | 8.7 (47.7)      | 2.0 (35.6)      | 13.1 (55.6)     |
| 일일 평균 기온 °C (°F)                                       | −3.2 (26.2)     | −2.7 (27.1)     | 1.1 (34.0)      | 7.3 (45.1)      | 13.0 (55.4)     | 17.0 (62.6)     | 21.1 (70.0)     | 22.3 (72.1)     | 18.6 (65.5)     | 12.1 (53.8)     | 5.2 (41.4)      | −0.9 (30.4)     | 9.2 (48.6)      |
| 일평균 최저 기온 °C (°F)                                     | −6.4 (20.5)     | −6.2 (20.8)     | −2.4 (27.7)     | 3.4 (38.1)      | 9.0 (48.2)      | 13.4 (56.1)     | 17.9 (64.2)     | 19.1 (66.4)     | 14.8 (58.6)     | 8.0 (46.4)      | 1.6 (34.9)      | −4.0 (24.8)     | 5.7 (42.3)      |
| 역대 최저 기온 °C (°F)                                       | −27.0 (−16.6)   | −28.5 (−19.3)   | −22.6 (−8.7)    | −14.6 (5.7)     | −4.2 (24.4)     | 0.0 (32.0)      | 5.2 (41.4)      | 5.3 (41.5)      | 0.2 (32.4)      | −5.8 (21.6)     | −15.5 (4.1)     | −23.9 (−11.0)   | −28.5 (−19.3)   |
| 평균 강수량 mm (인치)                                        | 108.4 (4.27)    | 91.9 (3.62)     | 77.6 (3.06)     | 54.6 (2.15)     | 55.5 (2.19)     | 60.4 (2.38)     | 90.7 (3.57)     | 126.8 (4.99)    | 142.2 (5.60)    | 109.9 (4.33)    | 113.8 (4.48)    | 114.5 (4.51)    | 1,146.1 (45.12) |
| 평균 강설량 cm (인치)                                        | 137 (54)        | 116 (46)        | 74 (29)         | 6 (2.4)         | 0 (0)           | 0 (0)           | 0 (0)           | 0 (0)           | 0 (0)           | 1 (0.4)         | 30 (12)         | 113 (44)        | 479 (189)       |
| 평균 강수일수 (≥ 0.5 mm)                                     | 22.1            | 19.2            | 18.3            | 12.3            | 10.2            | 9.3             | 9.4             | 10.5            | 11.7            | 14.0            | 18.3            | 19.9            | 175.1           |
| 평균 강설일수 (≥ 0.2 cm)                                     | 29.1            | 25.2            | 22.5            | 6.7             | 0.1             | 0.0             | 0.0             | 0.0             | 0.0             | 0.9             | 13.5            | 26.8            | 124.4           |
| 평균 상대 습도 (%)                                           | 69              | 68              | 65              | 61              | 65              | 72              | 75              | 75              | 71              | 67              | 67              | 68              | 69              |
| 평균 월간 일조시간                                           | 90.4            | 103.5           | 144.7           | 175.8           | 200.4           | 180.0           | 168.0           | 168.1           | 159.3           | 145.9           | 99.1            | 82.7            | 1,718           |
| 출처: 일본 기상청 (평년값: 1991년~2020년, 극값: 1876년~현재) |                 |                 |                 |                 |                 |                 |                 |                 |                 |                 |                 |                 |                 |

### 인접하는 자치체
- 이시카리 진흥국
  - 에니와시
  - 에베쓰시
  - 기타히로시마시
  - 이시카리시
  - 이시카리군 도베쓰정
  - 지토세시
- 시리베시 종합진흥국
  - 아부타군
    - 교고쿠정
    - 기모베쓰정

  - 오타루시
  - 요이치군 아카이가와촌
- 이부리 종합진흥국
  - 다테시

## 행정 구역

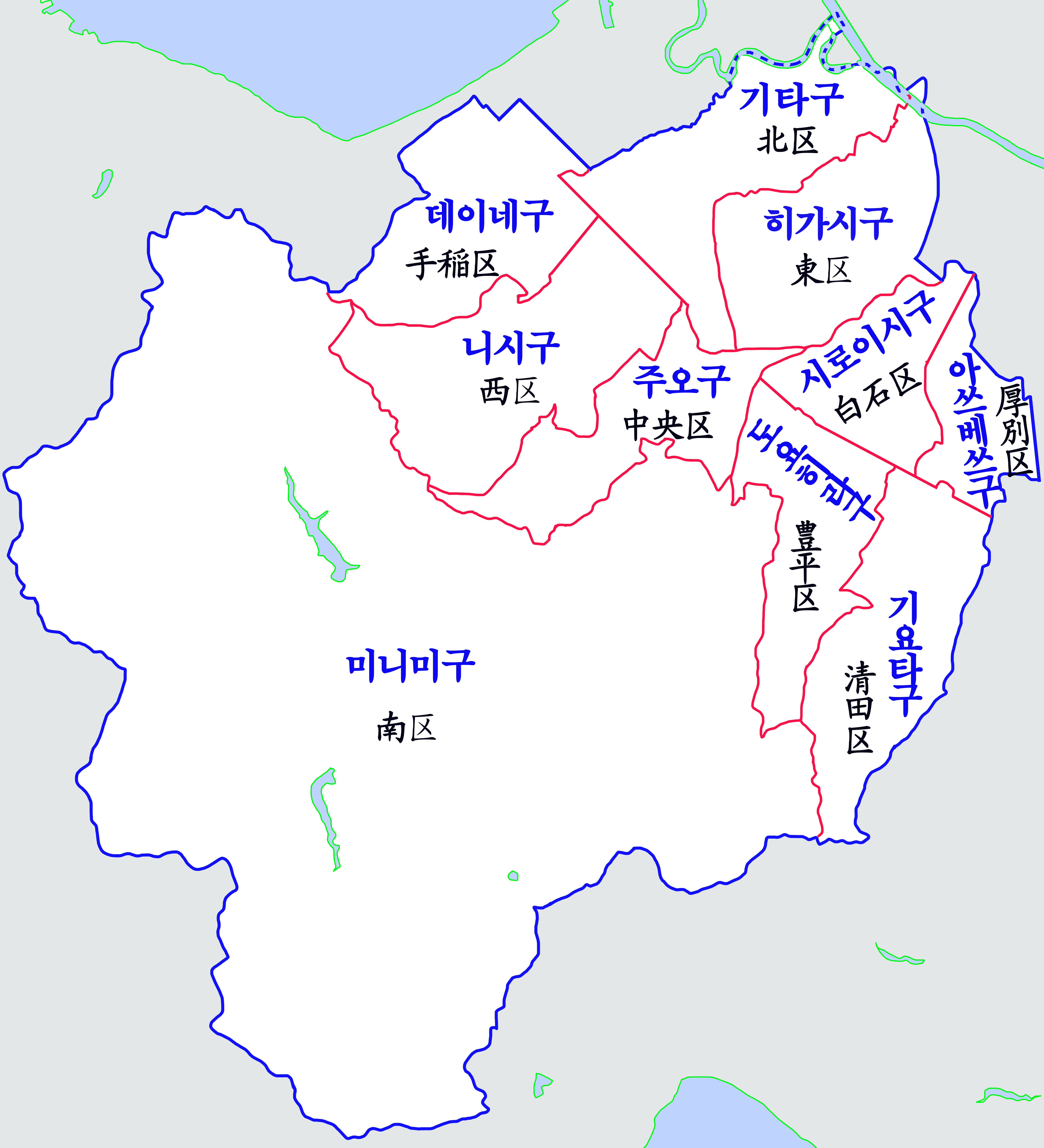

삿포로시에는 10개의 구가 있다.
- 아쓰베쓰구(厚別区)
- 주오구(中央区)
- 히가시구(東区)
- 기타구(北区)
- 기요타구(清田区)
- 미나미구(南区)
- 니시구(西区)
- 시로이시구(白石区)
- 데이네구(手稲区)
- 도요히라구(豊平区)

## 경제

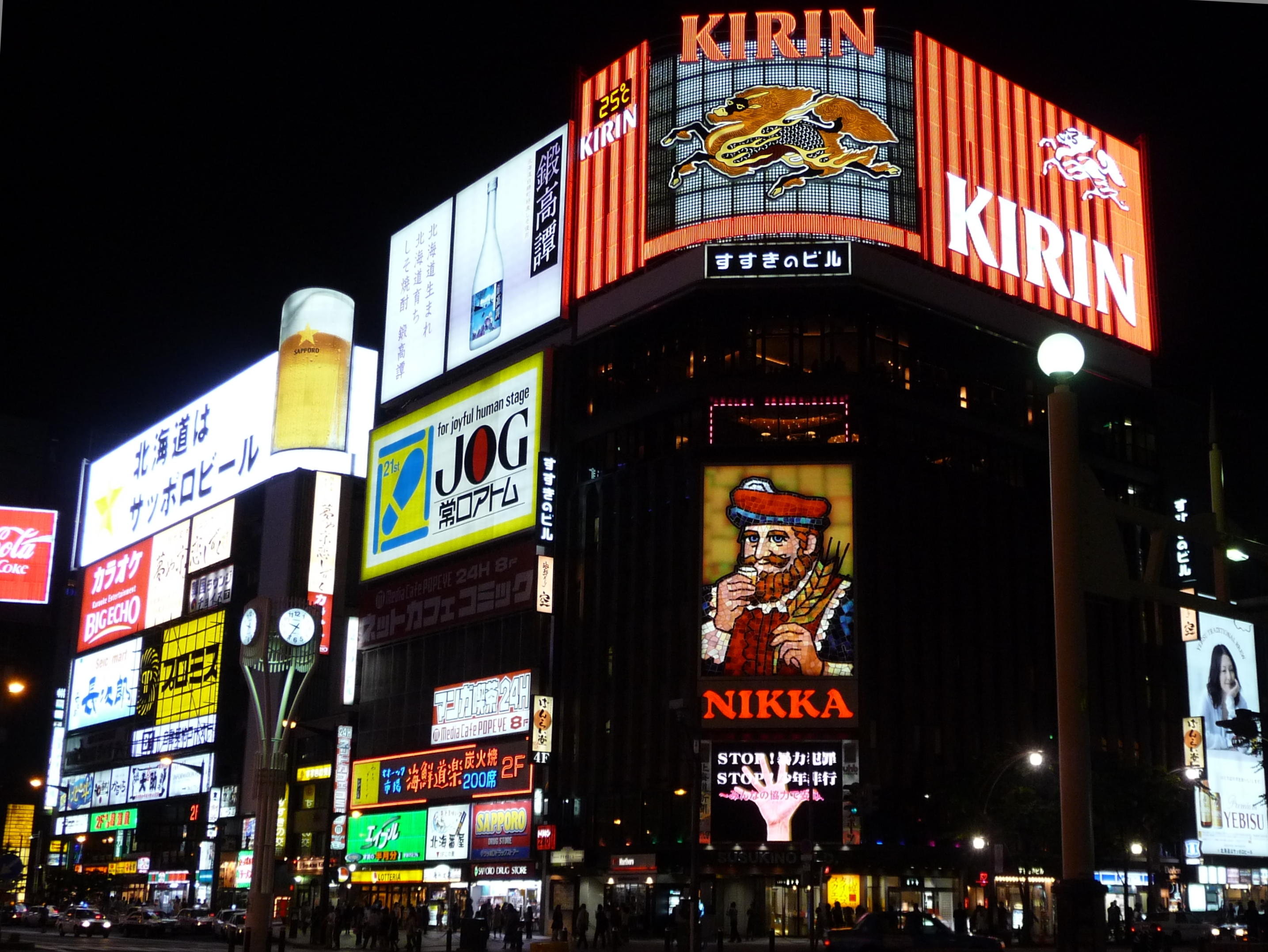
삿포로 최대의 번화가인 스스키노의 야경(2009년)

홋카이도 경제의 중심을 이룬다. 센다이시 등과 같이 지점 경제의 경향이 강하고, 지역 기업의 기반은 약하지만 3차 산업은 충분히 발달해 있다. 또 다른 일본 주요 도시에 비해 노동력, 임대료, 원재료, 농산물이 싸기 때문에 이러한 특색을 살린 산업도 발전하고 있다. 하지만 현지를 기반으로 한 민간 대자본이 부족하고, 3대 도시권에서 볼 수 있는 사철(사유철도)도 존재하지 않기 때문에 도시 계획·개발은 민간보다는 삿포로시나 홋카이도 개발국 등 관 주도로 이뤄지는 경향이 크다.

### 관광업
풍부한 자연을 살린 관광업이 활발하며 매년 2월 초순에 열리는 삿포로 눈축제 기간에는 일본 국내외를 불문하고 많은 관광객이 방문한다. 2006년도의 삿포로 관광객 수는 1410만 4천 명(삿포로시 관광문화국 조사)이다.

### 식품가공업
시내 각처에 식품가공업과 제과업이 점재하고 있다.

### 정보서비스업
1976년에 홋카이도 대학의 아오키 요시나오 교수가 설립한 홋카이도 마이크로 컴퓨터 연구회에서 BUG나 허드슨 등 많은 IT 기업이 파생적으로 탄생했다. 근래에는 콜센터나 비즈니스·프로세스·아웃소싱(outsourcing)(BPO) 산업 유치가 번성하고, 삿포로 에키키타구에는 정보기술 관련 기업이 집중되어 있다. 일본우편의 콜센터도 삿포로에 소재하고 있다.

### 농업
주요 산물은 양파(札幌黄), 호박, 수박, 시금치 등이다. 특히 양파는 삿포로가 재배 발상지이며 오카다마 지구 등에서 활발히 재배되고 있었지만, 최근에는 택지 개발의 영향으로 생산량이 감소하고 있다.

### 광업
현재는 거의 행해지지 않는다. 1971년에 데이네 광산이 폐광하기 전까지는 광산에서 금, 은, 동을 채굴하였다. 또 2006년 3월 31일에 폐광한 마나미구 도요하 광산은 세계 유수의 인듐 광산이었다.

## 교육

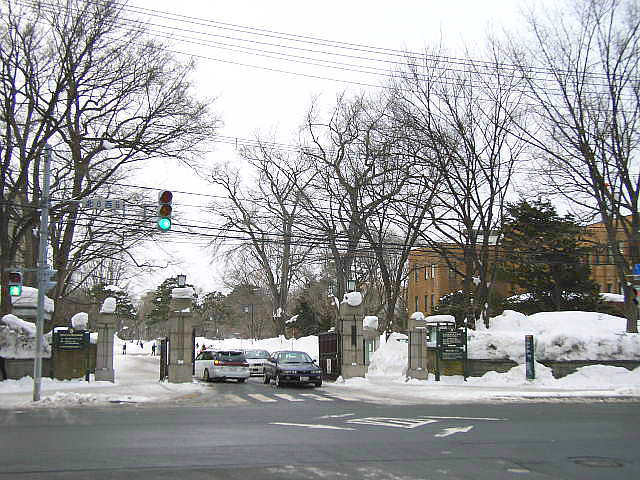
홋카이도 대학

국립
- 홋카이도 대학(北海道大学, Hokkaido University 보관됨 2014-04-02 - 웨이백 머신)
- 홋카이도 교육대학(北海道教育大学, Hokkaido University of Education)

공립
- 삿포로 시립 대학(札幌市立大学, Sapporo City University)
- 삿포로 의과 대학(札幌医科大学, Sapporo Medical University)

## 관광

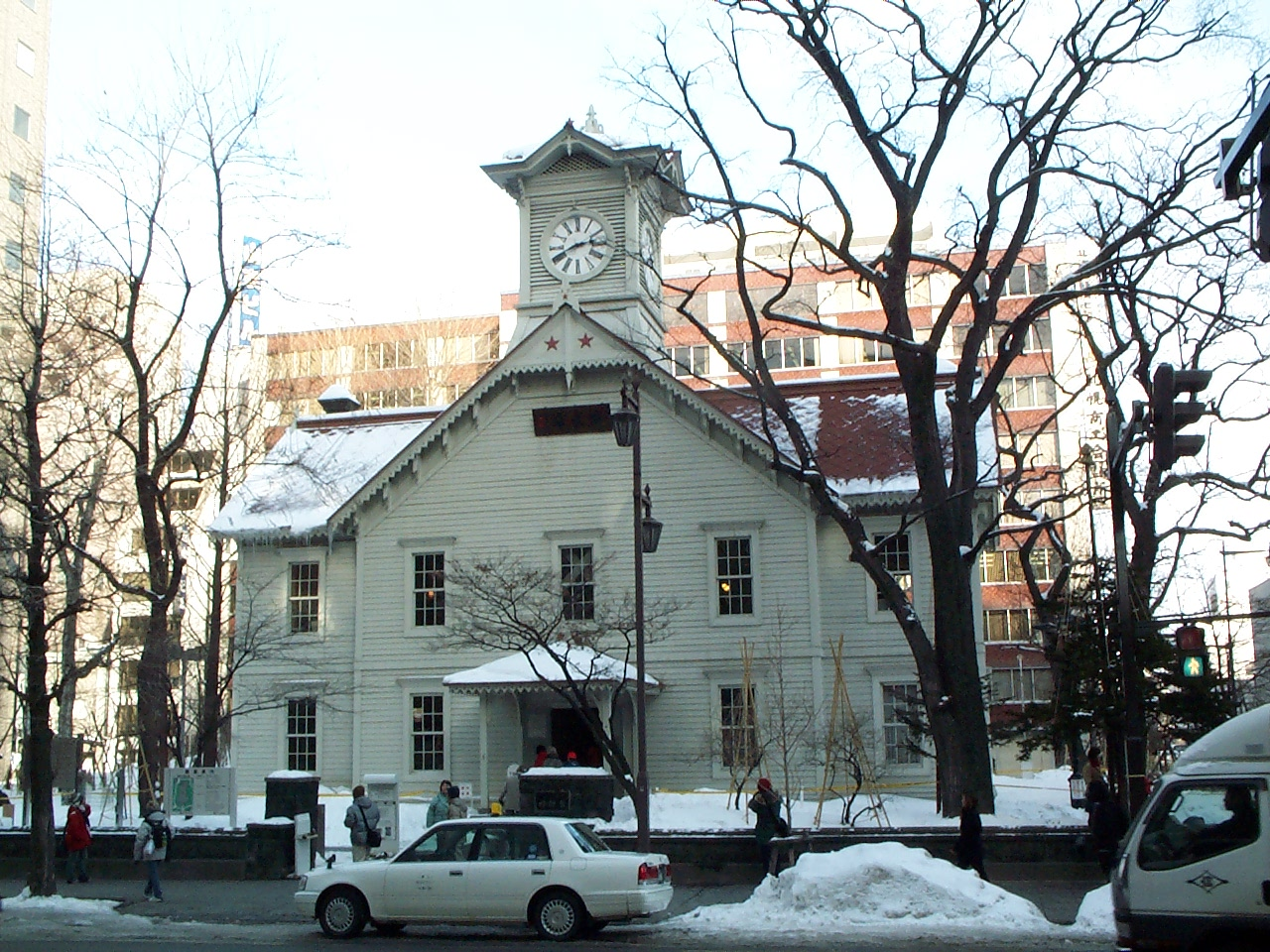
삿포로시 시계탑

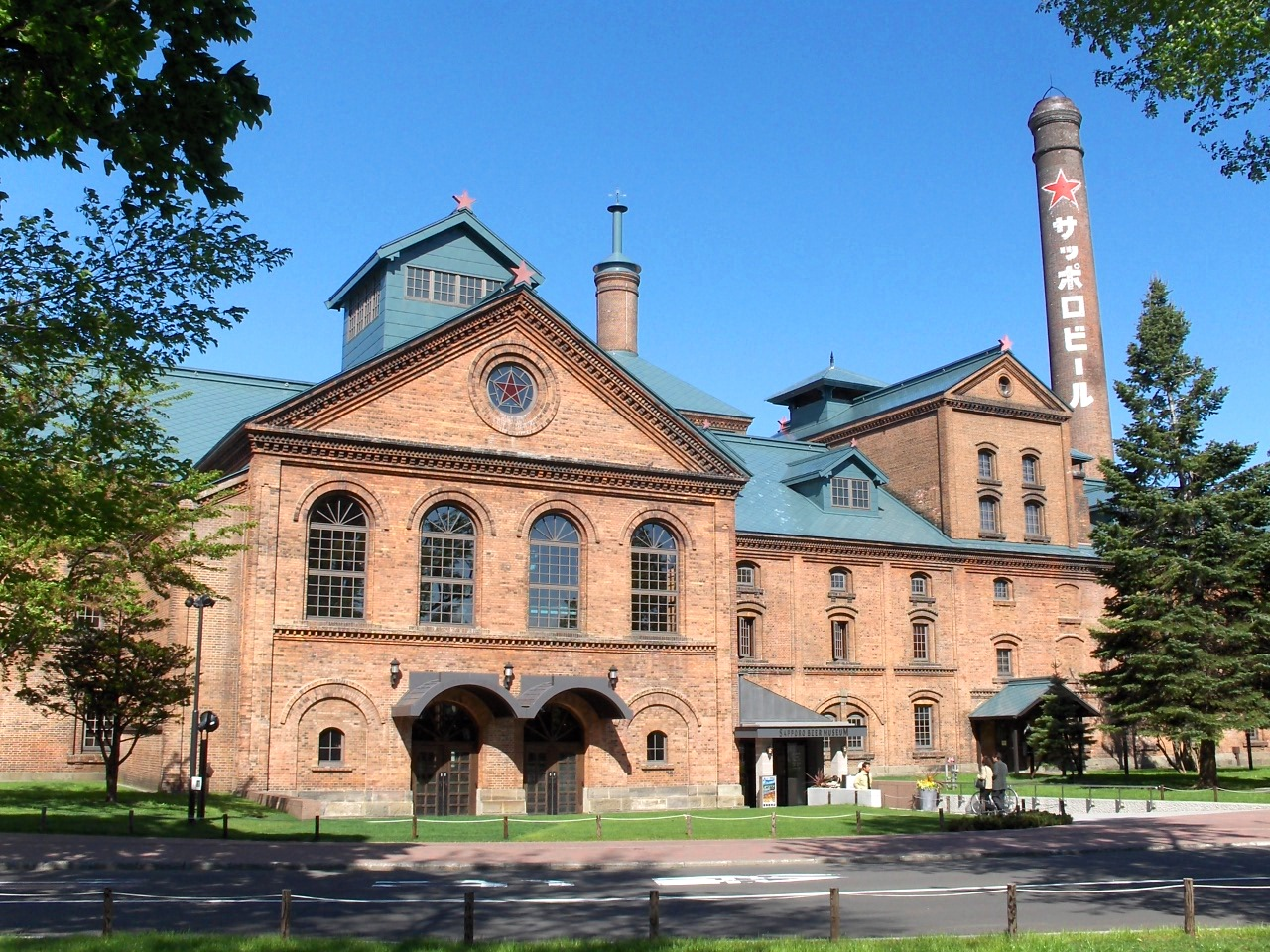
삿포로 맥주 박물관

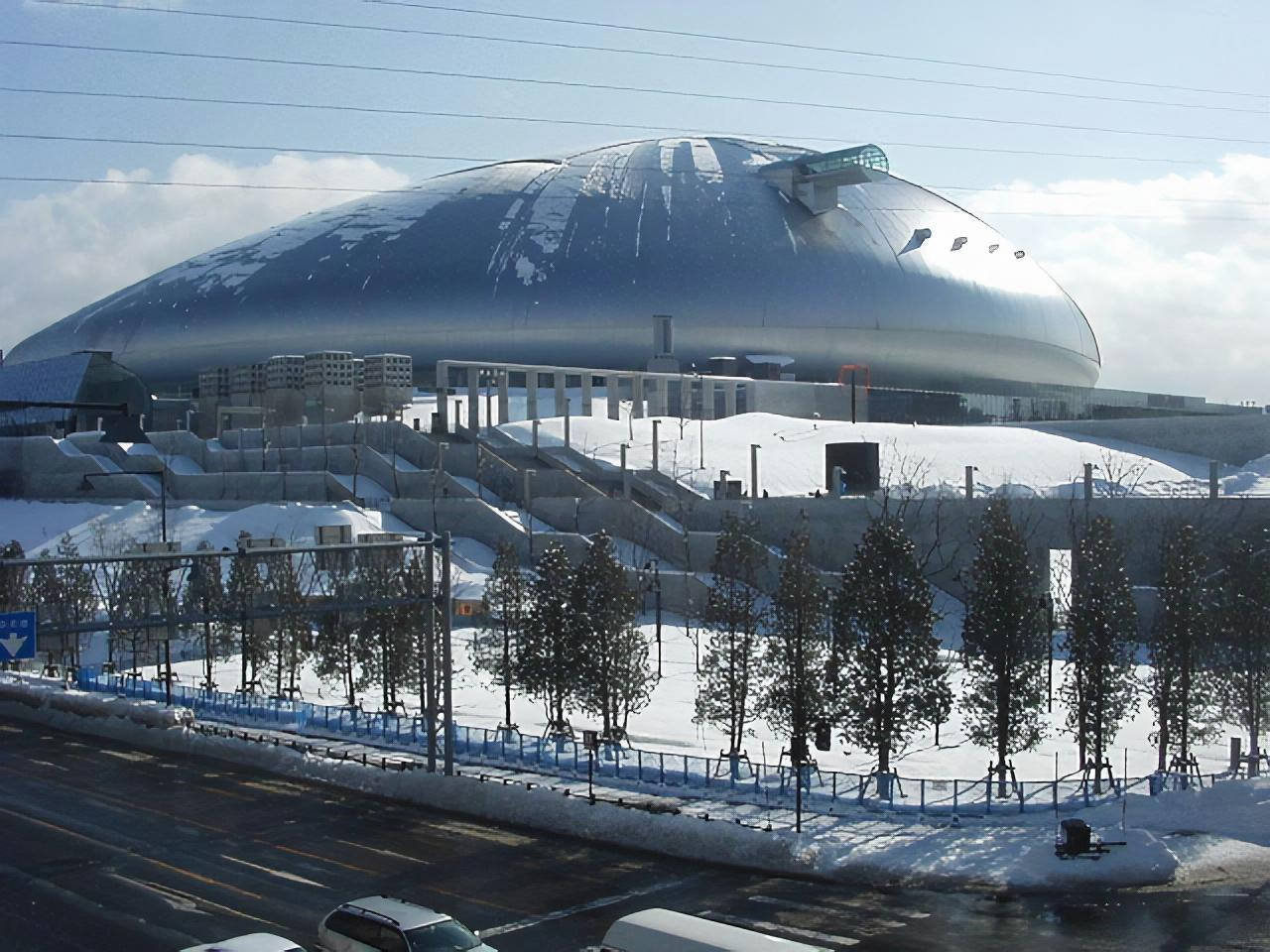
삿포로 돔

### 시설·건축물
- 홋카이도청 구 본청사
- JR 타워
- 삿포로시 시계탑
- 오도리 공원
- 삿포로 라면 골목
- 호헤이쿄 댐
- 삿포로 TV타워
- 나카지마 공원
- 삿포로 돔
- 홋카이도 신궁
- 모이와야마
- 홋카이도 개척촌/홋카이도 개척기념관
- 삿포로 맥주 박물관/삿포로 맥주원

### 축제

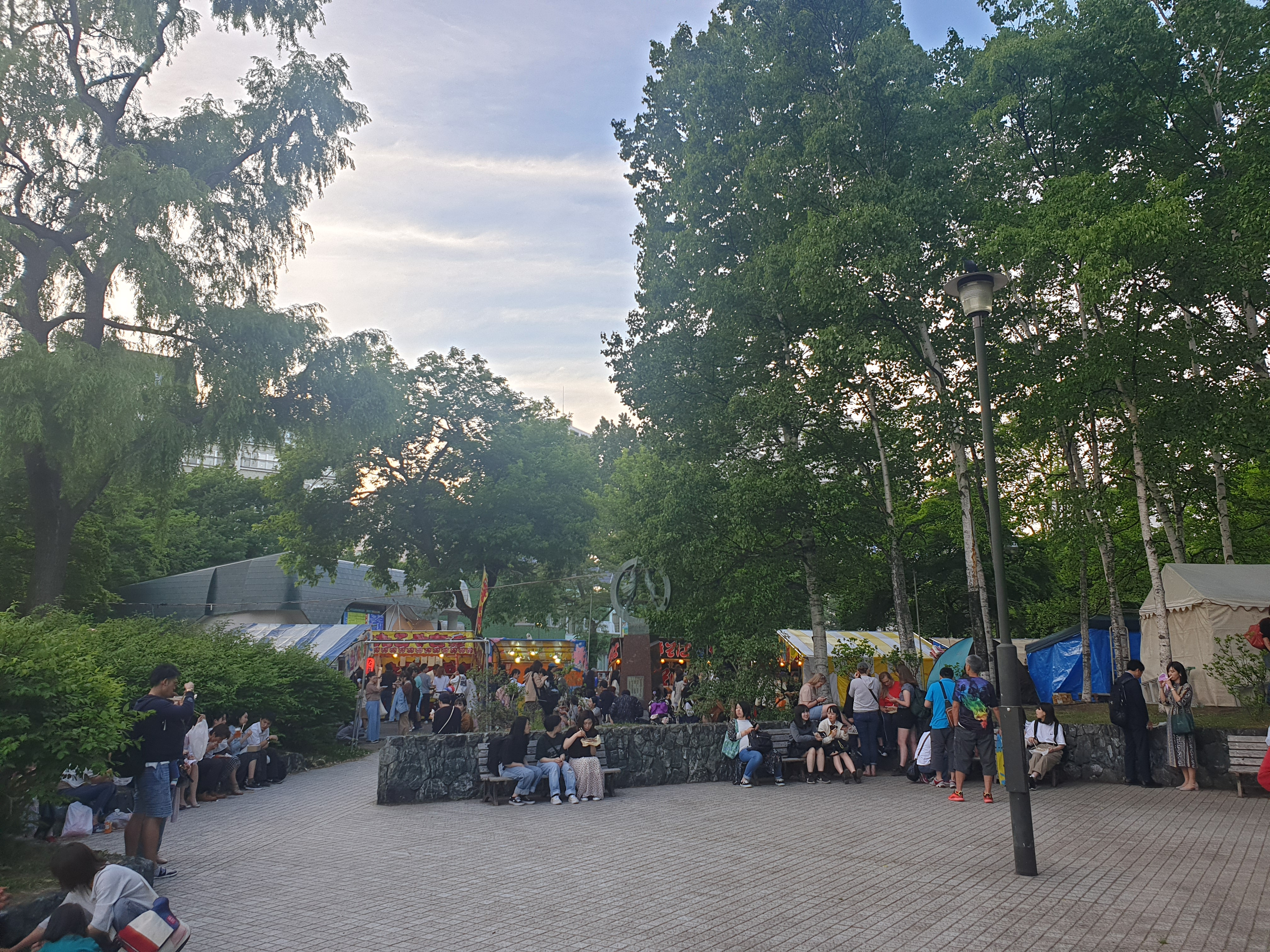
2019년 6월 홋카이도 신궁 축제

- 삿포로 눈축제(2월) - 삿포로 눈축제의 주 행사장은 오도리 공원이며, 스스키노와 삿포로 사토랜드에서도 열린다. 눈과 얼음 조각은 일본 육상자위대가 제작한다.
- 삿포로 라일락 축제(5월) - 라일락은 1989년 미국의 교육자 사라 클라라 스미스가 삿포로에 처음 들여왔다.
- 요사코이 소란 축제(6월)
- 홋카이도 신궁 축제(6월)
- 삿포로 여름 축제(7~8월)
- 삿포로 오텀 페스티벌(9월)
- 삿포로 국화 축제(11월)
- 삿포로 애니 축제

## 스포츠
삿포로시에서는 1972년 동계 올림픽과 2020년 하계 올림픽(마라톤 종목)이 열렸으며 다음과 같은 프로 스포츠 팀들이 있다.
- 축구: 콘사도레 삿포로
- 야구: 홋카이도 닛폰햄 파이터스

## 교통

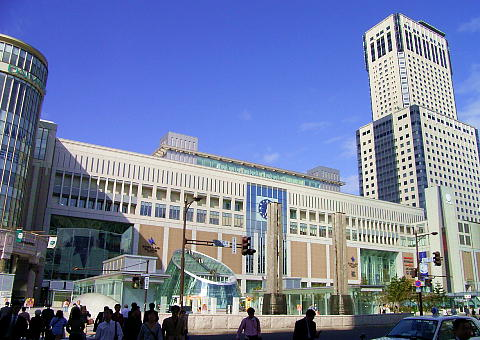
삿포로역

### 도로

#### 고속도로
- 홋카이도 자동차도(도오 자동차도)
- 삿손 자동차도

#### 일반국도
- 국도 제5호선
- 국도 제12호선
- 국도 제36호선
- 국도 제230호선 (일본)(일본어판)
- 국도 제231호선 (일본)(일본어판)
- 국도 제274호선
- 국도 제275호선 (일본)(일본어판)
- 국도 제337호선 (일본)(일본어판)
- 국도 제453호선 (일본)(일본어판)

### 철도
- 홋카이도 여객철도(JR 홋카이도)
  - ■■ 하코다테 본선: 호시미역 - 신린코엔역
  - ■ 지토세선: 시로이시역 - 가미놋포로역
  - ■ 삿쇼선: 소엔역 - 아이노사토코엔역
  -  홋카이도 신칸센: 삿포로역(2031년 개업 예정)

- 삿포로시 교통국
  -  지하철 난보쿠선
  -  지하철 도자이선
  -  지하철 도호선
  - ● 삿포로 시영 전차

### 버스
- 홋카이도 중앙버스
- JR 홋카이도 버스
- 조테쓰

### 공항
- 신치토세 공항
- 삿포로 비행장

## 자매 도시
| 지역 & 국가 | 도시             | 도시             | 도시           | 체결년월일 |
| ----------- | ---------------- | ---------------- | -------------- | ---------- |
| 대한민국    | 대전광역시       | 대전광역시       | 대전광역시     | 2010.10.22 |
| 독일        |                  | 바이에른주       | 뮌헨           | 1972.8.28  |
| 독일        |                  | 바이에른주       | 뮌헨           | 1972.8.28  |
| 미국        | 오리건주         | 오리건주         | 포틀랜드       | 1959.11.17 |
| 러시아      | 노보시비르스크주 | 노보시비르스크주 | 노보시비르스크 | 1990.6.13  |
| 중국        | 랴오닝성(辽宁省) | 랴오닝성(辽宁省) | 선양시(沈阳市) | 1980.11.18 |

## 출신자
- 타나카 리에
- 사토다 마이, 토다 린네 (컨트리걸즈)
- 이시구로 아야, 콘노 아사미 (전 모닝구 무스메), 미요시 에리카
- 치바 료헤이, 오가타 류이치 (W-inds.)